# Doubrava u Orlové
Doubrava (deutsch Dombrau, polnisch Dąbrowa) ist eine Gemeinde mit 1507 Einwohnern. Die Gemeinde liegt zehn Kilometer südöstlich von Bohumín und fünf Kilometer westlich von Karviná. Die Gemeinde gehört zum Okres Karviná in Schlesien. Als erste Erwähnung der Gemeinde wird eine päpstliche Erklärung von 1229 angenommen eine Urkunde des Papstes Gregor IX.

## Weblinks

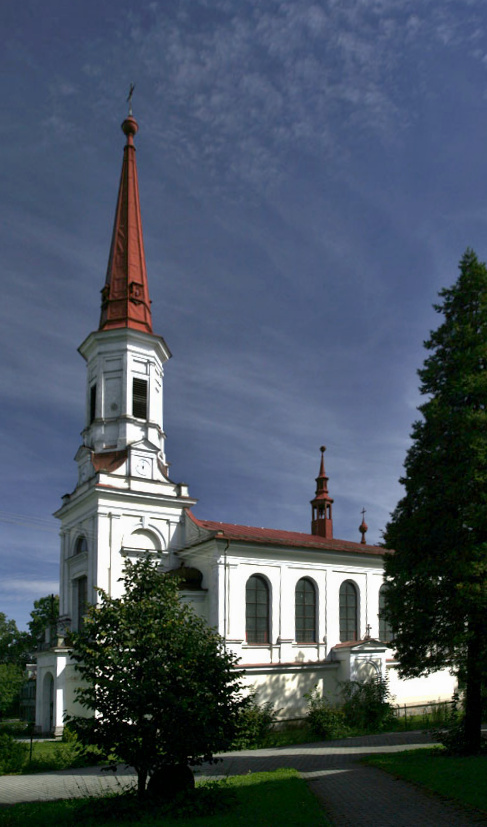
Hedwigskirche

## Sehenswürdigkeiten
- Hedwigskirche
- Schloss Doubrava
- Dinopark